# Кизилкульський сільський округ
Кизилку́льський сільський округ (каз. Қызылкөл ауылдық округі, рос. Кызылкульский сельский округ) — колишня адміністративна одиниця у складі Чингірлауського району Західноказахстанської області Казахстану. Адміністративний центр — село Кизилкуль. Ліквідована у 2013 році.
Населення — 1269 осіб (2009; 1975 в 1999).
Згідно з постановою акімату Чингірлауського району від 13 квітня 2010 року № 40, рішенням масліхату Акжаїцького району від 15 квітня 2010 року № 28-2, постановою акімату Західно-Казахстанської області від 24 грудня 2010 року № 313 та рішенням масліхату Західно-Казахстанської області від 20 серпня 2011 року № 34-15 було ліквідовано село Улгулі.

## Склад
До складу округу входять такі населені пункти:
| Населений пункт | Населення, осіб (1999) | Населення, осіб (2009) |
| --------------- | ---------------------- | ---------------------- |
| Аксугум, село   | 89                     | 85                     |
| Жанакуш, село   | 597                    | 341                    |
| Кизилкуль, село | 338                    | 148                    |
| Улгулі, село    | 77                     | 22                     |
| Урисай, село    | 452                    | 314                    |
| Шоктибай, село  | 422                    | 359                    |